# Tìm nguồn cung ứng chức năng
Tìm nguồn cung ứng chức năng là thỏa thuận hợp đồng để thực hiện các vai trò công việc cụ thể của một tổ chức cho một tổ chức khác.  Khái niệm tìm nguồn cung ứng chức năng đã tồn tại trong một số ngành công nghiệp trong nhiều năm nhưng lần đầu tiên được đưa vào ngành nghiên cứu lâm sàng bởi các tổ chức nghiên cứu lâm sàng (CRO).

## Khái niệm
Khái niệm về tìm nguồn cung ứng chức năng là sử dụng một nhà cung cấp để cung cấp các nguồn lực để thực hiện các chức năng nghiên cứu lâm sàng thực tế cần thiết thay vì thuê ngoài toàn bộ nghiên cứu.  Theo mô hình này, các chức năng được CRO thực hiện trên các hệ thống tài trợ bằng cách tuân theo các quy trình của nhà tài trợ.  Nhà tài trợ giữ quyền kiểm soát các hệ thống, dữ liệu, quy trình vận hành tiêu chuẩn (SOP) và giám sát liên quan đến dự án trong phạm vi họ mong muốn và đồng ý.  CRO cung cấp nguồn nhân lực, chịu các chi phí liên quan đến việc làm của nhóm và chịu trách nhiệm quản lý đường dây của nhóm.
Mô hình này mang lại lợi ích cho cả nhà tài trợ và CRO.  Bởi vì tất cả các công việc được thực hiện bởi các nguồn lực CRO trên các hệ thống của các nhà tài trợ theo các SOP của nhà tài trợ, nên nhà tài trợ được hưởng lợi bằng cách duy trì kiểm soát việc cung cấp dịch vụ mà không phải chịu gánh nặng quản lý và sử dụng tài nguyên.  Không có rủi ro về việc một nhà tài trợ không có quyền truy cập vào dữ liệu.  Bằng cách sử dụng các hệ thống tài trợ, nhà tài trợ kiểm soát quyền truy cập vào dữ liệu.
CRO được hưởng lợi vì CRO có cơ hội trở thành đối tác chiến lược với nhà tài trợ và lần lượt có thể tham gia vào quá trình lập kế hoạch và dự báo cho nhu cầu tài nguyên của nhà tài trợ.  Điều này rất hấp dẫn đối với CRO vì CRO thường khó quản lý các nhu cầu tài nguyên biến động khi các dự án khác nhau phát sinh.  Tham gia ở cấp độ cao hơn để hiểu nhu cầu của nhà tài trợ giúp CRO quản lý tài nguyên.  Đồng thời, phương pháp lập kế hoạch và dự báo này là điều mà nhà tài trợ muốn thuê ngoài cho CRO.

## Mô hình phụ
Đối với tất cả ý định và mục đích, tìm nguồn cung ứng chức năng thực sự được tạo thành từ một tập hợp con của các mô hình gia công:
- Gia công và chuyển nhân viên và tái tham gia
- Gia công phần mềm
- Trung tâm giá rẻ
- Giải pháp lai

### Gia công, từ xa, chuyển nhân viên và tái tham gia
Theo mô hình cung ứng, nhân viên được CRO đưa lên máy bay, được đặt tại nhà tài trợ hoặc các địa điểm ở xa và được nhà tài trợ hướng dẫn tại địa điểm của họ.  Tài nguyên được bảo trợ có giá trị trong việc đáp ứng các mục tiêu nghiên cứu trong thời kỳ nhu cầu cao nhất.  Mô hình này cho phép các nhà tài trợ mở rộng đội ngũ hiện tại của họ mà không tăng số lượng nhân viên của họ.  Nhiệm vụ của CRO là sau đó cung cấp nhân viên cho nhà tài trợ, người có thể hòa nhập với văn hóa của công ty tài trợ và cung cấp các dịch vụ mà nhà tài trợ cần kết hợp với nhóm hiện có.  Điều này ngăn cản các nhà tài trợ không cần phải mang theo một đội ngũ nhân viên tận tâm khi họ không có nhu cầu lâu dài.  Gia công từ xa tương tự như gia công, ngoại trừ nhân viên được đặt ở một địa điểm từ xa.
Theo mô hình chuyển giao và tái tham gia của nhân viên, nhà tài trợ chuyển một số nhân viên hiện có của họ sang CRO.  CRO lần lượt thuê các nguồn lực là nhân viên của công ty và sau đó dành lại cho nhà tài trợ.  Điều này cho phép nhà tài trợ giảm tải quản lý nhân viên và giảm số lượng nhân viên của họ nhưng đồng thời cho phép họ có cùng các cá nhân thực hiện dịch vụ của mình do đó duy trì tính liên tục trong toàn dự án.  Nhà tài trợ không phải quản lý tài nguyên theo thời gian nhưng vẫn có thể hoàn thành công việc bởi những người họ biết và tin tưởng.

### Thuê ngoài
Thuê ngoài là nơi một nhà tài trợ chuyển giao một nhiệm vụ hoặc dịch vụ cho CRO.  Dịch vụ này được thực hiện trên các hệ thống của nhà tài trợ từ một văn phòng CRO từ xa.  Đây là một trong những mô hình Nguồn cung cấp chức năng phổ biến nhất.
Một lý do khiến nguồn cung ứng chức năng đang trở thành một mô hình thuê ngoài được sử dụng rộng rãi hơn là những bước tiến mà công nghệ đã đạt được trong hai thập kỷ qua liên quan đến truy cập từ xa.  Ngày nay có một số cách mà truy cập từ xa có thể đạt được.  Một phương pháp là đặt một đường cứng chuyên dụng kết nối các máy CRO với các hệ thống của nhà tài trợ.  Một cách khác là nhà tài trợ cung cấp cho CRO một kết nối VPN an toàn được thực hiện bằng cách kết nối tường lửa của CRO với tường lửa của nhà tài trợ.  Một phương pháp khác thường được sử dụng là nơi nhà tài trợ đối xử với CRO như một nhân viên ở xa bằng cách cung cấp cho họ phần mềm VPN hoặc máy tính xách tay do công ty cấp.
Lợi ích của tất cả các phương pháp này đối với nhà tài trợ là tất cả các hoạt động (bao gồm cả bảo mật) đều được thúc đẩy bởi nhà tài trợ.  Điều này cho phép nhà tài trợ cấp và thu hồi quyền truy cập khi họ thấy phù hợp.

### Trung tâm chi phí thấp
Mọi người có thể nghĩ rằng tìm nguồn cung ứng chức năng là một hiện tượng có trụ sở tại Hoa Kỳ và không được sử dụng thường xuyên ở các nơi khác trên thế giới do một phần khoảng cách vật lý cũng như sự khác biệt về văn hóa, tiền tệ và ngôn ngữ.  Điều này, tuy nhiên, là không đúng sự thật.  Khái niệm về các trung tâm chi phí thấp cho Nguồn cung ứng chức năng rất có ý nghĩa vì nó cho phép CRO cung cấp tài nguyên cho các nhà tài trợ suốt ngày đêm.  Ý tưởng là các tài nguyên có thể được đặt ở các địa điểm khác nhau trên toàn cầu nhưng vẫn có thể theo cùng một bộ các nhà tài trợ và có thể kết nối với cùng một mạng tài trợ bằng các kỹ thuật đã nói ở trên.  Lợi ích đáng kể nhất đối với nhà tài trợ là các chức năng có thể được cung cấp lại cho các khu vực trên thế giới nơi chi phí lao động thấp hơn đáng kể so với Hoa Kỳ.  Tiết kiệm chi phí cho nhà tài trợ trong nhiều trường hợp có thể lên tới 60% chi phí ở Mỹ.  Lợi ích cho nhà tài trợ là rõ ràng nhưng khái niệm này cũng có lợi cho CRO vì nó mang lại cho CRO tính linh hoạt hơn và cho phép CRO cạnh tranh hơn.

### Giải pháp lai
Các giải pháp lai bao gồm mọi tình huống trong đó nhiều mô hình gia công được sử dụng theo nhiều cách khác nhau và đa chức năng.  Tìm nguồn cung ứng chức năng là một ví dụ về giải pháp lai.  Một trong những lợi ích của giải pháp lai là các mô hình có thể được điều chỉnh để đáp ứng nhu cầu của khách hàng.  Nhiều mô hình có thể được sử dụng cho các dự án khác nhau dưới cùng một nhà tài trợ.
Ví dụ, nhiều công ty có trụ sở tại Hoa Kỳ sử dụng mô hình gia công có chức năng cũng đang triển khai mô hình trung tâm chi phí thấp.  Như đã đề cập ở trên, điều này cho phép các CRO có trụ sở tại Hoa Kỳ tăng cường đội ngũ nhân viên hiện có của họ và tối đa hóa nguồn lực sẵn có của họ.  Ngược lại, nhà tài trợ được hưởng lợi từ việc hợp tác với quản lý cấp cao của đối tác địa phương trên bờ, trong khi, một lần nữa, tận dụng chi phí thấp hơn và tăng tính sẵn có của các nguồn lực toàn cầu.

### Tư vấn và các dự án không điển hình
Danh mục này được dành cho các dự án không phù hợp với một trong các danh mục trước đó.  Một trong những lợi thế của nguồn cung ứng chức năng là nó có thể được sử dụng rộng rãi trong ngành nghiên cứu lâm sàng.  Tìm nguồn cung ứng chức năng có thể được sử dụng cho các dự án lớn như một cách để giảm bớt quản lý tài nguyên cho nhà tài trợ.  Nó cũng có thể được sử dụng cho các dự án toàn cầu như một cách để tối đa hóa khả dụng và giảm chi phí.  Ngoài ra, nó có thể được sử dụng bởi các công ty nhỏ muốn duy trì quyền kiểm soát dữ liệu của họ nhưng thiếu tài nguyên toàn thời gian.  Cuối cùng, tìm nguồn cung ứng chức năng cung cấp sự linh hoạt cho nhà tài trợ khi họ cần một giải pháp linh hoạt.

## Xu hướng
Như đã đề cập ở trên, ngành công nghiệp thử nghiệm lâm sàng đã chứng kiến sự tăng trưởng trong tìm nguồn cung ứng chức năng trong vài năm qua.  Sự tăng trưởng này gắn liền với việc tiếp tục áp dụng tìm nguồn cung ứng chức năng trong ngành.  Có kinh nghiệm thành công và có được sự tin tưởng đáng kể vào mô hình tìm nguồn cung ứng chức năng, các nhà tài trợ đã quyết định mở rộng việc sử dụng mô hình này sang các lĩnh vực khác nhau.
Vào tháng 4 năm 2009, Dược điều hành đã công bố những điều sau đây liên quan đến việc sử dụng nguồn cung ứng chức năng của một công ty dược phẩm lớn: Mạnh trai báo hiệu một sự thay đổi sâu sắc trong thực tiễn gia công phần mềm.  Ngày càng có nhiều công ty, bao gồm cả thuốc Merck và Pfizer -là di chuyển từ "giao dịch" (cao năng lực và dựa trên dự án) gia công phần mềm cho các đối tác (competency- và danh mục đầu tư có trụ sở) "chức năng" ".